# Eshkhal
Eshkhal (persiska: اشخل, Shekhāl) är en ort i Iran.   Den ligger i provinsen Västazarbaijan, i den nordvästra delen av landet, 500 km väster om huvudstaden Teheran. Eshkhal ligger 1 501 meter över havet och antalet invånare är 269.
Terrängen runt Eshkhal är huvudsakligen kuperad, men åt sydväst är den bergig.Runt Eshkhal är det ganska tätbefolkat, med 80 invånare per kvadratkilometer. Närmaste större samhälle är Ālvātān, 9,5 km väster om Eshkhal. Trakten runt Eshkhal består till största delen av jordbruksmark.